# ماريا شوروشكينا
ماريا فلاديميروفنا شوروشكينا (الروسية:Мария Владимировна Шурочкина، من مواليد 30 يونيو 1995) لاعبة سباحة روسية فازت بست ميداليات ذهبية في بطولة العالم للألعاب المائية، وثلاث ميداليات في عام 2013 وثلاث ميداليات في عام 2015. كما فازت بميدالية ذهبية في بطولة الألعاب المائية الأوروبية لعام 2014، بالإضافة إلى ميداليتين ذهبيتين في بطولة الجامعات الصيفية لعام 2013.
شوروشكينا هي الأخت الصغرى لنجمة البوب نيوشا، والدهم مغني وموسيقي روسي فلاديمير شوروشكين وعضو سابق في بوي باند لاسكوفي ماي والدتهم أوكسانا بارانوفسكايا، لاعبة جمباز فنية سابقة تنافسية، في عام 2017 افتتحت شوروشكينا مدرسة الرقص في موسكو.